# John A. S. Grenville

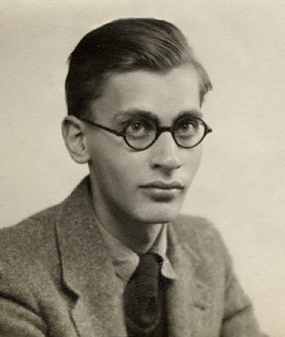
John A. S. Grenville

John Ashley Soames Grenville, geboren als Hans Guhrauer, (* 11. Januar 1928 in Berlin; † 7. März 2011 in Birmingham) war ein deutsch-britischer Historiker.

John A. S. Grenville war der Sohn eines Landgerichtsdirektors. Nach den Novemberpogromen 1938 wurde er vom Gymnasium verwiesen. Der Nationalsozialismus zerstörte seine Familie. Sein Vater wurde ins Konzentrationslager deportiert. 1939 floh Guhrauer als Elfjähriger zusammen mit seinen beiden älteren Brüdern mit einem Kindertransport nach England. Seine Mutter sah er bei der Abfahrt des Zuges zum letzten Mal. In England wurden seine älteren Brüder von ihm getrennt. Guhrauer verbrachte die ersten beiden Jahre an der Mistley Place Preparatory und das dritte Jahr an der Cambridgeshire Technical School. Seine Schullaufbahn endete 1941 mit 13 Jahren, denn die britischen Behörden erwarteten eine praktische Ausbildung. Sein Vater überlebte das Konzentrationslager und konnte nach England seinem Sohn nach folgen.
Unter seinem neuen Namen John Grenville war er zunächst als Chemiker in einem Labor und dann als Gärtner am Peterhouse, einem College der Universität von Cambridge, tätig. Das Studium der Geschichte begann er am Birkbeck College der Universität London, wo Eric Hobsbawm einer seiner Lehrer war. An der London School of Economics studierte Grenville bei Harold Laski und Charles Webster. Durch die von Webster betreute Studie über den britischen Premierminister Salisbury erhielt er den Ph.D. Die Studie wurde 1964 veröffentlicht und ein Standardwerk. Sie brachte ihm große Anerkennung in der Fachwelt ein. Greenville wurde Lecturer und Reader in Nottingham. 1966 wurde er Professor für International History an der University of Leeds. Greenville lehrte seit 1969 bis zu seiner Emeritierung 1994 als Professor für Moderne Geschichte an der Universität Birmingham. Er verfasste eine Geschichte des zwanzigsten Jahrhunderts, die zahlreiche Auflagen erlebte und in vielen Sprachen erschien. Außerdem veröffentlichte er einschlägige Arbeiten zur englischen und amerikanischen Außenpolitik sowie zur Filmgeschichte. 
1976 lernte er den Hamburger Historiker Bernd Jürgen Wendt auf einer Schulbuchkonferenz in Braunschweig kennen. Auf Einladung Wendts wurde er 1980 Gastprofessor an der Universität Hamburg. Dieser Besuch weckte bei ihm das Forschungsinteresse an der Geschichte des Hamburger Judentums. Daraus wurde ein Forschungsprojekt, das Grenville 2008 mit dem Buchmanuskript The Jews and the Germans of Hamburg. The Destruction of a Civilization 1790–1945 abschloss. Das Buch erschien 2011 und bietet eine Analyse von über 150 Jahren deutsch-jüdischer Geschichte in Hamburg.
Seit 1981 beteiligte er sich am Leo Baeck Institut, das die Geschichte und Kultur des deutschsprachigen Judentums erforscht. Von 1993 bis 2010 war er als Herausgeber des Leo Baeck Institute Year Book Nachfolger von Arnold Paucker. Von 2002 bis 2011 gab er das Jahrbuch zusammen mit Raphael Gross heraus.

## Schriften

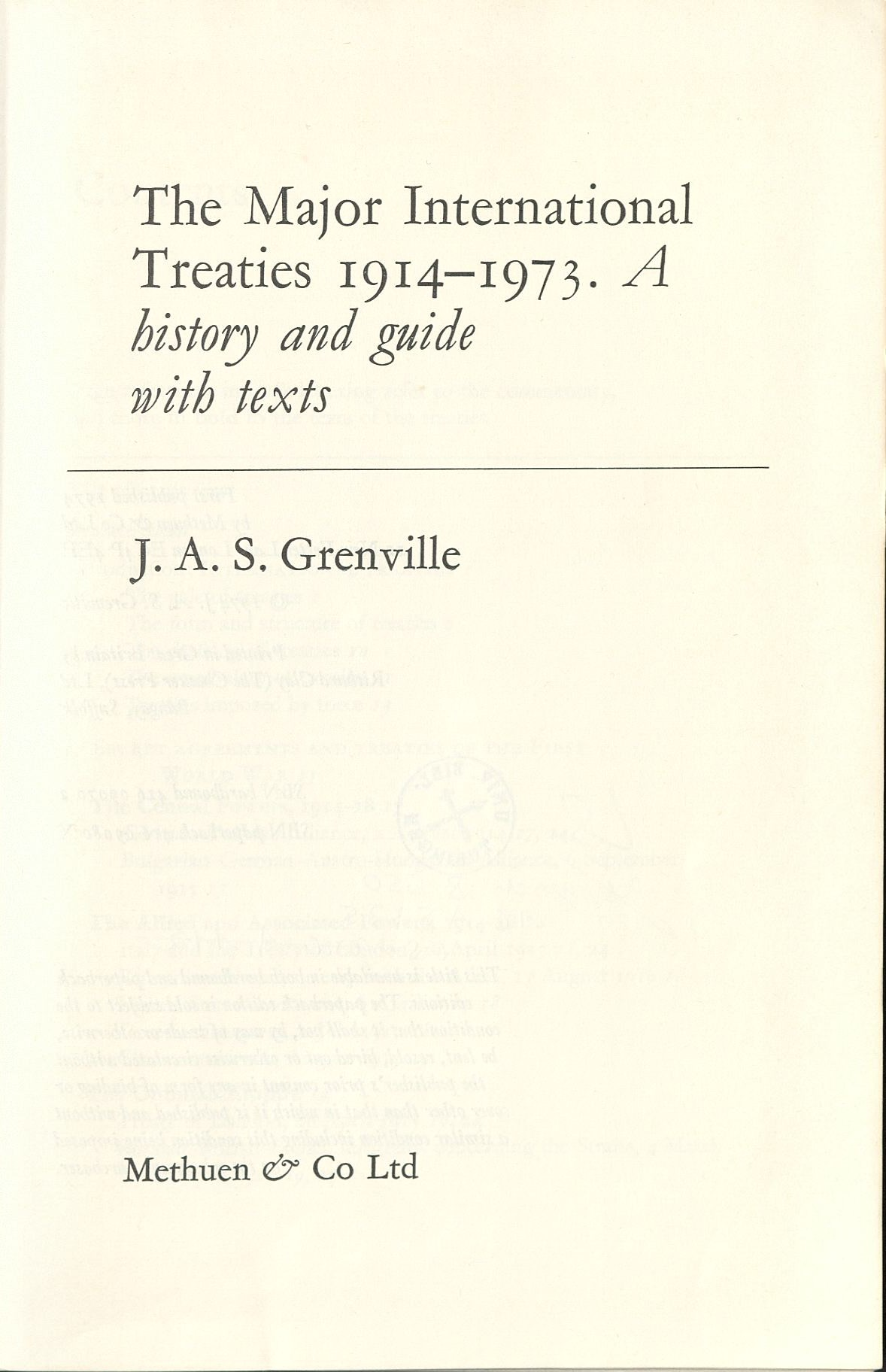
The major international treaties 1914–1945 (1974)

- The Jews and the Germans of Hamburg. The Destruction of a Civilization 1790–1945. Routledge, London u. a. 2012, ISBN 978-0-415-66586-5 (Rezension).
- The Collins history of the world in the twentieth century. HarperCollins, London 1994, ISBN 0-00-255169-1.
- Juden, „Nichtarier“ und „Deutsche Ärzte“. Die Anpassung der Ärzte im Dritten Reich. In: Ursula Büttner (Hrsg.): Die Deutschen und die Judenverfolgung im Dritten Reich (= Hamburger Beiträge zur Sozial- und Zeitgeschichte. Bd. 29). Christians, Hamburg 1992, ISBN 3-7672-1165-3, S. 191–206 (Überarbeitete Neuausgabe. (= Fischer 15896 Die Zeit des Nationalsozialismus). Fischer-Taschenbuch-Verlag, Frankfurt am Main 2003, ISBN 3-596-15896-6, S. 228–246).
- Die „Endlösung“ und die „Judenmischlinge“ im Dritten Reich. In: Ursula Büttner (Hrsg.): Das Unrechtsregime. Internationale Forschung über den Nationalsozialismus. (Festschrift für Werner Jochmann zum 65. Geburtstag). Band 2: Verfolgung – Exil – belasteter Neubeginn (= Hamburger Beiträge zur Sozial- und Zeitgeschichte. Bd. 22). Christians, Hamburg 1986, ISBN 3-7672-0963-2, S. 91–121.
- A World history of the twentieth century. Band 1: Western dominance. 1900–45. Fontana Paperbacks, London 1980 (Es erschien nur der erste Band).
- mit Ruth Barker: Nazi Germany (= History through the newsreel. The 1930's). Macmillan for the Historical Association, Basingstoke 1976, ISBN 0-333-18554-4.
- Lord Salisbury and foreign policy, the close of the nineteenth century (= University of London Historical Studies. Bd. 14, ISSN 0076-0692). Athlone Press, London 1964 (1st Paperback edition, with Corrections. ebenda 1970, ISBN 0-485-12014-3).